# Village de l'amitié

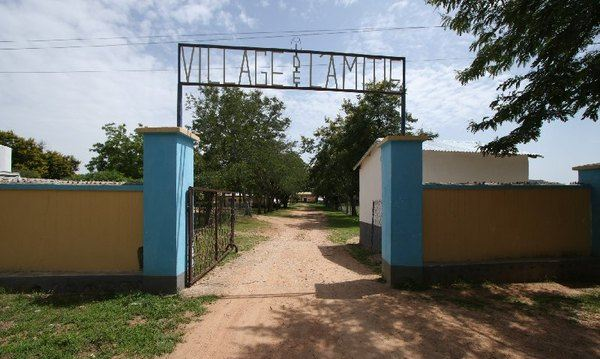
Entrée principale du Village de l'amitié

Le Village de l'amitié est situé dans le diocèse de Maroua-Mokolo dans l'extrème Nord du Cameroun en Afrique.  Il est administré par les Frères du Sacré-Cœur.

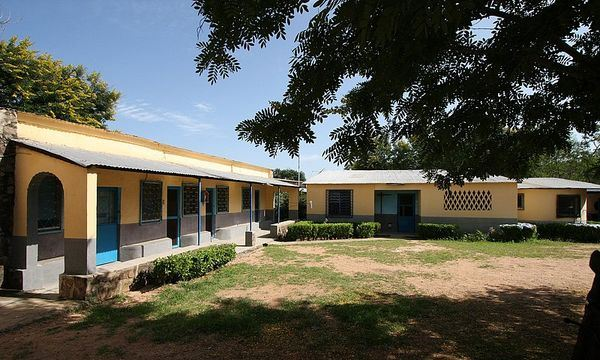
Bâtiment principal du Village de l'amitié

Ancienne léproserie fermée en 1972, les locaux abandonnés serviront de lieux de formation pour les catéchistes en 1974 avec l'arrivée de Mgr Jacques de Bernon. En 1975, le Frère Gilbert Allard s'y installe et un an plus tard il est rejoint de 2 confrères.  Ensemble ils forment la communauté du village de l'amitié.
En 1980, le F. Lucien Provencher, ouvre un centre de formation agricole destiné à la population.  On vient de partout consulter les façons de faire en matière de culture dans le but de les adapter dans les villages.  Le centre accueille maintenant l’IFER (Institut de formation rurale). Les candidats recevront une formation durant 4 ans.
En 1985, un service de polycopie est instauré pour subvenir aux besoins du village de l'amitié.  Les livrets d'animation pour le diocèse ainsi que des agendas pour les étudiants y sont imprimés.
Toujours en 1985, les frères aménagent un lieu d'étude destinés aux jeunes pour leur permettre d'étudier les après-midi, les soirs et fins de semaines.  Ce centre, appelé aujourd'hui "La Bûcherie" s'est beaucoup développé avec l'arrivée du F. Claude Cadoret *** qui en a pris la direction. Il peut maintenant accueillir plus de cent jeunes (garçons et filles) à la fois.  Les jeunes ont également accès à une bonne bibliothèque.

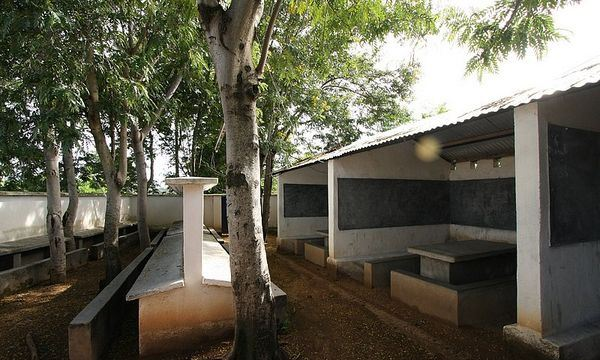
Lieu d'étude disponible pour les jeunes

De plus s’est ajouté en 2005 le centre St-Étienne pour la formation des diacres permanents. Il accueille 9 candidats maximum. 7 candidats ont déjà été ordonnés.
Avec les années, beaucoup de bâtiments se sont annexés pour accueillir un plus grand nombre de personnes. De centre de formation des catéchistes qu'il a été pendant 20 ans, le site est devenu, selon les besoins actuels, un centre de formation pour tous genres de sessions, un centre de retraites et de repos bien apprécié dans le diocèse pour son accueil, son calme et son climat. 
La gestion du village de l'amitié est aujourd'hui assurée par le F. Gilbert Allard, toujours sur place.